# Tenant Chilumba
Tenant Chilumba (ur. 22 czerwca 1972) – zambijski piłkarz grający na pozycji pomocnika.

## Kariera klubowa
W swojej karierze piłkarskiej Chilumba grał w klubie Power Dynamos FC z miasta Kitwe. W latach 1991, 1994 i 1997 wywalczył z nim mistrzostwo Zambii. W 1997 roku zdobył też Puchar Zambii.

## Kariera reprezentacyjna
W reprezentacji Zambii Chilumba zadebiutował w 1993 roku. W 1994 roku został powołany do kadry na Puchar Narodów Afryki 1994. Na nim wywalczył z Zambią wicemistrzostwo Afryki. Rozegrał na nim cztery mecze: ze Sierra Leone (0:0), z Wybrzeżem Kości Słoniowej (1:0), w ćwierćfinale z Senegalem (1:0) i w półfinale z Mali (4:0).
W 1998 roku Chilumba był w kadrze Zambii na Puchar Narodów Afryki 1998. Wystąpił na nich w trzech meczach: z Marokiem (1:1 i gol), z Egiptem (0:4) i z Mozambikiem (3:1).